# Краснолесский
Краснолесский — посёлок в Узловском районе Тульской области России.
В рамках административно-территориального устройства является центром Краснолесской сельской администрации Узловского района, в рамках организации местного самоуправления входит в Каменецкое сельское поселение.

## География
Расположен в 9 км к северо-западу от железнодорожной станции Узловая I (города Узловая).

## Население
| 2002 | 2010 |
| ---- | ---- |
| 544  | ↗551 |

Население — 551 чел. (2010).